# Zdenko Lešić
Zdenko Lešić  (Ugljan, Zadar, 2. siječnja 1934. - Sarajevo, 18. svibnja 2018.), hrvatski književni povjesničar i teoretičar, kritičar, esejist, prozaist i prevoditelj s engleskoga jezika iz BiH. Dugogodišnji profesor na Filozofskom fakultetu u Sarajevu i autor više knjiga iz oblasti nauke o književnosti. Član Akademije znanosti i umjetnosti Bosne i Hercegovine. 
Zdenko Lešić je rođen 1934. na otoku Ugljanu kraj Zadra. Djetinstvo je proveo na dalmatinskim otocima (Ugljan, Brač, Vis). Godine 1940. s roditeljima je došao u Sarajevo gdje je završio osnovnu, učiteljsku i višu pedagošku školu.
Od 1952. do 1954. radio je kao nastavnik u osnovnoj školi u Kreševu. Filozofski fakultet (Odsjek za povijest jugoslavenskih književnosti) završio je 1957. i bio odmah izabran za asistenta na predmetu Teorija književnosti. Godine 1965. obranio je doktorsku disertaciju pod naslovom Književno djelo Ivana Gorana Kovačića. Iste godine izabran je za docenta na predmetu Teorija književnosti.
Godine 1971. izabran je za izvanrednog, a 1977. za redovnog profesora Filozofskog fakuleta u Sarajevu. U međuvremenu je kao nastavnik gostovao u Školi za istočnoeuropske i slavenske studije Londonskog Univerziteta (1967–1969), na Columbia University u New Yorku (1974) te na Indiana University Bloomington, SAD (1987–1988). Dekan Filozofskog fakulteta u Sarajevu 1982/1983. Za dopisnog člana AZU BiH izabran 1987., a za redovnog člana 2002. godine.

## Vanjske poveznice
- http://www.anubih.ba/index.php?option=com_content&view=article&id=156:zdenko-lei&catid=27:new-to-joomla&Itemid=54&lang=en
- http://www.openbook.ba/izraz/no12/12_zdenko_lesic.htm  Arhivirana inačica izvorne stranice od 27. listopada 2007. (Wayback Machine)
- http://www.napolaputa.net/ucesnici/2008-godina/zdenko-lesic/  Arhivirana inačica izvorne stranice od 15. svibnja 2013. (Wayback Machine)
- http://akt.ba/oznaka/zdenko-lesic  Arhivirana inačica izvorne stranice od 19. svibnja 2013. (Wayback Machine)
- http://penbih.ba/kojeko/lesic.htm  Arhivirana inačica izvorne stranice od 27. travnja 2012. (Wayback Machine)
- http://www.interliber.com/catlistdetail.asp?ISBN=9789958630125&ml=b%5Bneaktivna+poveznica%5D